# فالكيري (رجل آلي)

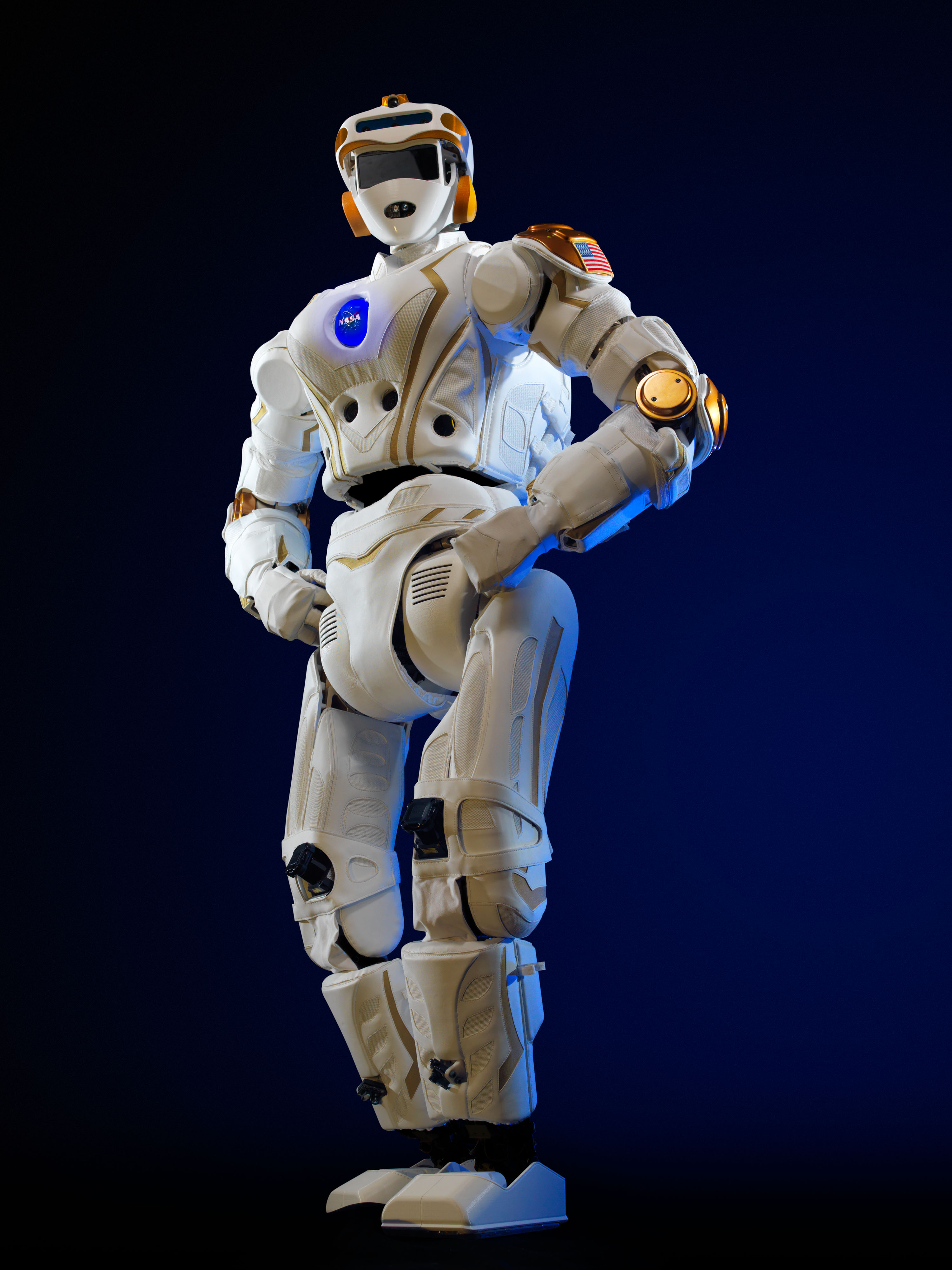
الروبوت فالكيري (valkyrie robot)

الروبوت فالكيري (Valkyrie robot) أو (R5) هو إحدى اختراعات وكالة ناسا الفضائية الذي قام بتطويره وصناعته مركز لوندون بي جونسون للفضاء التابع لوكالة ناسا الفضائية.[بحاجة لمصدر] ليكون روبوتًا بشريًا قويًا ويعمل على الكهرباء بشكل كامل وان يستطيع العمل في بيئات هندسية متدهورة أو تالفة. بناءً على الخبرة السابقة من تصميم Robonaut 2، قام فريق JSC Valkyrie بتصميم وبناء هذا الروبوت في غضون فترة 15 شهرًا، وتنفيذ الإلكترونيات والمحركات المحسنة وقدرات الاستشعار من الأجيال السابقة من الروبوتات البشرية JSC.
والغرض أو الهدف الأساسي من تطويره هو ارساله إلى كوكب المريخ في المستقبل وجعله شبيه بالإنسان وان يكون قادر على ان يعمل في الظروف الفضائية القاسية ويتعايش مع البيئة المحيطة به ويجمع المعلومات عن كوكب المريخ.

## تاريخ تطوير الروبوتات
لقد تم تطوير الروبوتات لأول مره اثناء الثورة الصناعية [بحاجة لمصدر] وذلك من اجل ان تقوم هذه الروبوتات بمهام بسيطة مثل تشغيل محركات الآلات لتسهيل العمل على العاملين في ذلك الوقت، وبعد ذلك ظهر مفهوم الإنسان أو الروبوت البشري في القرن العشرين لأول مره.

## ناسا
هي وكالة أمريكية مختصة بالبرنامج الأمريكي الفضائي. وإن كلمة ناسا (NASA) هي إختصار للإدارة الوطنية للملاحة الجوية والفضاء.[بحاجة لمصدر]

الإدارة الوطنية للملاحة الجوية والفضاء

تم تأسيس ناسا في عام ١٩٥٧ وكان الهدف من تأسيسها هو جعل ناسا وكالة مدنية مسؤوله عن الأبحاث العلمية السلمية. وكان التمويل السنوي لناسا ١٦ مليار دولار

## ظهور الروبوت فالكيري
ظهر الروبوت فالكيري لأول مره في مسابقة (DARPA DRC) في عام ٢٠١٣ وهي مسابقة خاصه بالروبوتات البشرية.

## مسابقة داربا للروبوتات
DARPA robotics challenge هي مسابقة خاصه بالروبوتات كانت مموله من وكالة مشاريع الأبحاث الدفاعية المتقدمة الأمريكية.

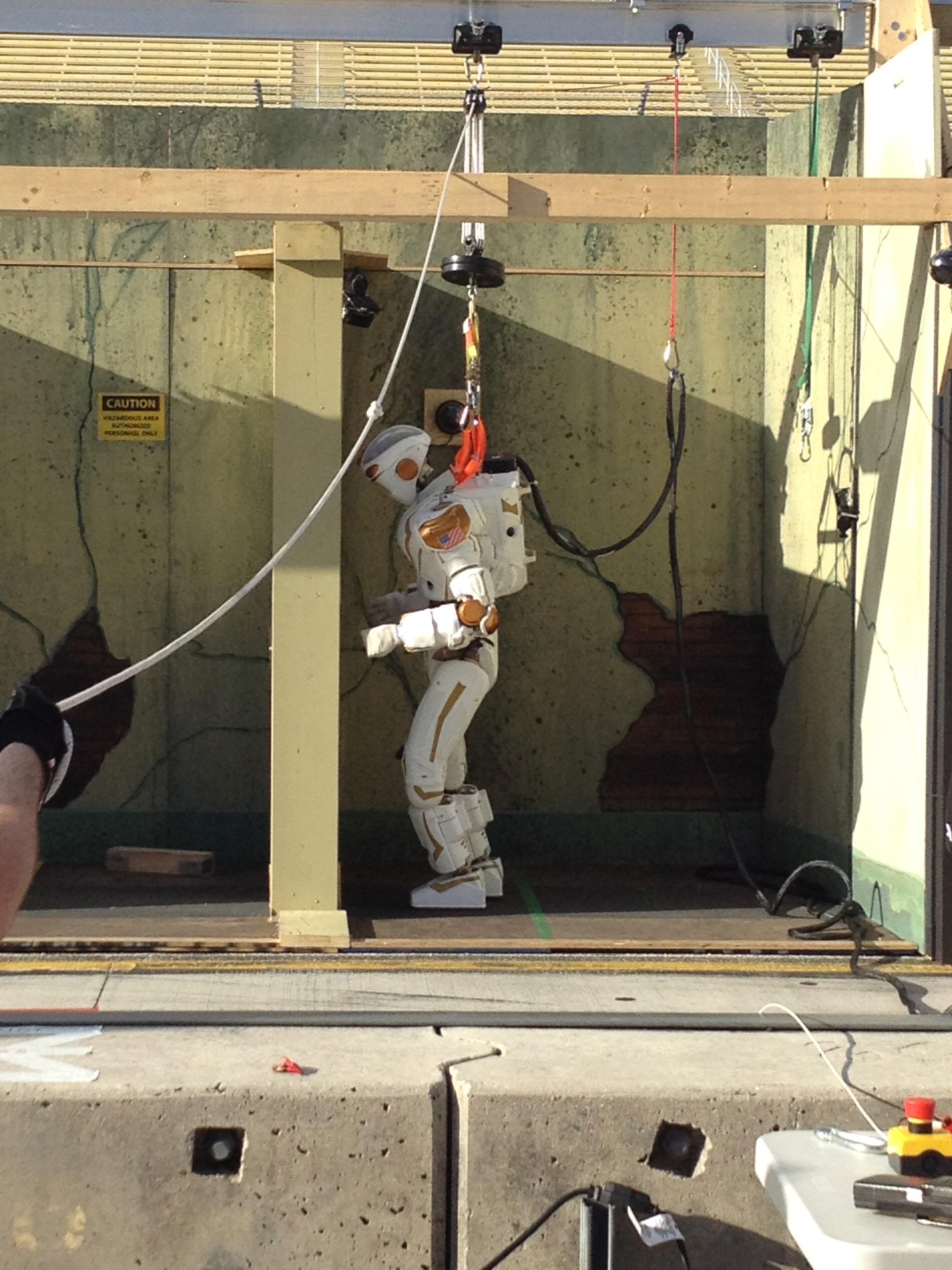
روبوت R5 Valkyrie التابع لناسا يدرس مقبض الباب أثناء مسابقة Darpa Robotics في ميامي في ديسمبر عام 2013.

وقد تم عقد هذه المسابقة لأول مره في عام ٢٠١٢ واستمرت المسابقة حتى عام ٢٠١٥.

## مهام الروبوت فالكيري
تم تطوير الإنسان الآلي فالكيري بغرض ارساله إلى كوكب المريخ  مع رواد الفضاء الأوائل الذين سيذهبون إلى الفضاء في المستقبل وان يقوم على أداء هذه المهام:
- دراسة وتقيم البيئة أو الواقع المحيط.[5]
- -دراسة كيفية المشي أو الحركة على القدمين.[3]

## خصائص الروبوت فالكيري
لقد تم تطوير الروبوت فالكيري حتى يكون مختلف ومميز عن باقي الروبوتات الأخرى الشبية له وعلى ان يكون مستقل بذاته ولا يحتاج تدخل لمساعدته على المشي وان أهم هذه الخصائص هي شكله الشبيه بالبشر فقد تم تصميم هيكله على هذا الأساس فهيكل فالكيري مكون من رأس وجسم وذراعين وقدمين  وتحتوي جميع هذه الأجزاء على اجهزة استشعار وحساسات تمكنه من تقييم البيئة المحيطة به  وأيضا تجعله هذه الحساسات قادراً على تحديد المكان الأنسب لوضع قدميه، ويبلغ عدد هذه الحساسات ٢٠٠ حساس.

## البطارية
يمكن ان يتم تشغيل فالكيري عن طريق الحائط أو باستخدام البطارية التي تستطيع ان تعمل لمدة ساعة كاملة تقريبا.

## إرسال فالكيري إلى الفضاء
حتى الآن يجتمع مجموعة من العلماء بغرض تطوير وتجهيز الروبوت فالكيري بالمهارات اللازمة  وذلك من خلال تدريبه في مناطق غير مأهولة  وان هدفهم الحالي هو تحسين وتطوير فالكيري من الناحية الجسمانية والهيكلية وزيادة متانته حتى لا يتأثر بالظروف المحيطة به بسهوله، ويحاول العلماء ان يقوموا بتطوير مستشعرات الروبوت وذالك من اجل زيادة كفائة قدرة فالكيري الادراكية للواقع المحيط به.